# Momiji Nishiya
Momiji Nishiya (japanisch 西矢 椛 Nishiya Momiji; * 30. August 2007 in Matsubara, Osaka) ist eine japanische Skateboarderin.
Bei den Olympischen Sommerspielen 2020 wurde sie, im Alter von nur 13 Jahren, die jüngste japanische Olympiasiegerin aller Zeiten.

## Leben
Nishiya gewann bei den X-Games 2019 in Norwegen die Silbermedaille.
Bei den Skateboard-Weltmeisterschaften 2020 wurde Nishiya Vizeweltmeisterin und gewann erneut Silber.
Nachdem die Olympischen Sommerspiele 2020 aufgrund der COVID-19-Pandemie um ein Jahr in den Juli 2021 verschoben worden waren, nahm sie in Tokio an dem Street-Ausscheid bei Olympia teil und gewann die erste Skateboard-Goldmedaille vor der mit Silber dekorierten Rayssa Leal und der ebenfalls japanischen 16-jährigen Bronzemedaillengewinnerin Funa Nakayama. Mit 13 Jahren und 330 Tagen ist sie die jüngste japanische Olympiasiegerin aller Zeiten. Mit nur 42 Jahren war dies zudem das jüngste olympische Podest überhaupt.

## Sportliche Bilanz

### Erfolge
- X-Games 2019: 2. Platz
- Skateboard-Weltmeisterschaft 2020: 2. Platz
- Olympische Sommerspiele 2020: Olympiasiegerin

### Rekorde
- mit 13 die jüngste Olympiasiegerin Japans
- neben Rayssa Leal (13) und Funa Nakayama (16) Teil des jüngsten Podestes der olympischen Geschichte (42 Jahre)[9]